# Nasuh Paša
Nasuh Paša (? – 1614 Istanbul) byl osmanský státník albánského původu. Byl velkovezírem Osmanské říše v letech 1611–14. Pocházel z Gümülcine (dnešní Komotiní) a byl švagrem Osmanské dynastie, když se oženil s osmanskou princeznou. Byl popraven sultánem Ahmedem I. v roce 1614.

## Život
Rok narození Nasuha Paši není znám. Historikové věří, že pocházel z Albánie. Byl vzděláván v Euderunu a svou kariéru začal jako voják v řadách janičářů.
V roce 1603 se stal guvernérem Aleppa a podílel se na potlačení povstání banditů Celali společně s Cığalazade Yusuf Sinan Pašou. I když byl v tomto boji poražen, bylo mu odpouštěno a v roce 1606 se stal guvernérem Diyarbakiru. Tím získal značné bohatství. Znovu toto povstání šel potlačit nový velkovezír Kuyucu Murad Paša a uspěl. Nasuh byl v té době jeho pravou rukou.
V roce 1610 měla sultánova konkubína Kösem Sultan konflikty s velkovezírem Muradem Pašou. Nasuh byl jeho pravá ruka, ale Kösem ho oženila se svou nejstarší dcerou, aby byl na její straně. V té době bylo nevěstě pouhých šest let. Svatba se konala na začátku roku 1611 a v červnu téhož roku Murad Paša zemřel. Nasuh se poté jako zeť dynastie stal novým velkovezírem. Vzhledem k věku jeho manželky bylo toto manželství nenaplněno (mezi manželi neproběhl pohlavní styk). Ajše nadále žila se svou matkou Kösem a tak mohlo spojenectví mezi Kösem a Nasuhem pokračovat.
Nasuh byl zastáncem míru s perským šáhem Abbasem I. V roce 1612 s nim nakonec sepsal mírovou smlouvu. Podmínky zněly následovně:
- Osmanské říše vrátila všechny země zabrané v roce 1590 Persii
- Hranice na území provincie Amasye založená v roce 1555, byla uznána za platnou
- Persie Osmanské říši musela každý rok posílat 200 balíků s drahým hedvábím
- Perští poutníci nesměli následovat Hajje do svaté země přes Irák, ale přes Sýrii

Brzy na to však mezi velkovezírem Nasuhem Pašou a Sheikh-ul-Islam Hodzhazade Mehmedem Efendim vypukl konflikt. V roce 1614 odsoudil nejvyšší muftí (soudce) Nasuha za úplatkářství. Sultán Ahmed nařídil jeho popravu. Předtím však zabarikádoval jeho ženu v harému a vojáci ji museli střežit. Nakonec byl Nasuh popraven přímo před ní. Ajše tedy poprvé (ne naposledy) ovdověla v devíti letech.

## V populární kultuře
Postava Nasuha Paši se vyskytuje v tureckém televizním seriálu Muhteşem Yüzyıl: Kösem (2015–17), kde jej ztvárnil Salah Tolga Tundzher.